# Pedro Suárez
Pedro Suárez (Santa Brígida, Gran Canaria, 5 juni 1908 – Buenos Aires, 18 april 1979) was een Spaans-Argentijnse voetballer. 
Suárez werd op de Canarische Eilanden geboren maar emigreerde op jonge leeftijd met zijn ouders naar Argentinië. In 1926 begon hij zijn voetbalcarrière bij Ferro Carril Oeste en speelde daar tot 1930 toen hij de overstap maakte naar Boca. Met deze club won hij vijf titels. 
Hij speelde ook voor het nationale elftal en maakte deel uit van de selectie die deelnam aan het WK 1930.